# Antonio Besozzi
Antonio Besozzi (* 1714 in Parma; † 1781 in Turin) war ein italienischer Oboist und Komponist sowie Mitglied einer umfangreichen Musikerfamilie aus dem Neapel des 18. Jahrhunderts.  Er war der Sohn des Oboisten Giuseppe Besozzi, der Neffe des Oboisten Alessandro Besozzi und der Vater des Oboisten Carlo Besozzi. Er komponierte mehrere Konzerte für Oboe und einige Quintette für zwei Oboen, zwei Hörner und ein Fagott, die er „Sonaten“ nannte.

## Leben und Werk
Antonio Besozzi wurde in Parma als Sohn des Oboisten Giuseppe Besozzi und Bruder von Girolamo Besozzi geboren. Er war von 1727 bis 1731 Mitglied der Herzoglichen Guardia Irlandese von Parma, einem Oboen-Orchester, das 1702 durch den Herzog von Parma Antonio Farnese gegründet wurde. Von 1734 bis zur Geburt seines Sohnes Carlo Besozzi im Jahr 1738 war er am Hof von Neapel tätig. Er ging dann nach Dresden und trat dem Orchester der Königlichen Kapelle bei. Er wurde 1739 deren erster Oboist.
1754 gesellte sich Sohn Giuseppe Besozzi zu ihm in der Königlichen Kapelle von Dresden. Anfang 1757 reisten beide nach England, wo sie als Signori Besozzi bekannt wurden. Im Dezember desselben Jahres zogen sie nach Paris, wo sie beim Concert Spirituel spielten. In den Jahren 1758 und 1759 stand Antonio Besozzi in Diensten des Stuttgarter Hofes unter der Leitung von Niccolò Jommelli. Danach kehrte er bis 1774 nach Dresden zurück. Sein Sohn spielte jedoch noch bis 1792 in Dresden. Anschließend kehrte er nach Turin zurück, wo er bis zu seinem Tod 1781 residierte.